# Porte de Louvigny
La porte de Louvigny est un vestige d'édifice situé à Louvigny, dans le département du Calvados, en France et inscrite au titre des monuments historiques.

## Localisation
L'édifice est situé avenue de Louvigny.

## Historique
La porte est datée du XVIIe siècle.
La porte est inscrite au titre des monuments historiques depuis le 17 février 1928.